# عبد العظيم فهمي
اللواء عبد العظيم فهمي (1906 - 24 مارس 1988) شغل منصب وزير الداخلية في مجلس الوزراء برئاسة على صبري، من 29 سبتمبر 1962 حتى 1 أكتوبر 1965.

## حياته
- ولد سنة 1906 بالعامرة مركز منوف بمديرية المنوفية[2]، تخرج من الكلية الحربية سنة 1928، زوجته تدعي عطيات محمود عطية.
- أولاده الضابط البحري أحمد عبد العظيم فهمي (توفي سنة 1960) والسفير السابق لدولة فلسطين محمد صلاح عبد العظيم فهمي (توفي 13 ديسمبر 2015).[3]
- شغل منصب وزير الداخلية في مجلس الوزراء برئاسة على صبري، من 29 سبتمبر 1962 حتى 1 أكتوبر 1965.
- شغل منصب رئيس قطاع مباحث أمن الدولة سنة 1965[4]

## قضايا
- كانت لجيهان السادات صلة ما بمقتل ابنه الضابط البحري أحمد عبد العظيم فهمي. فقد نشرت جريدة الأهرام التي كان يرأس تحريرها محمد حسنين هيكل بتعليمات من الرئيس المصري جمال عبد الناصر، خبر الحادث على إنه حادث «انتحار» تغطية علي أمور أخرى خاصة تمس شخصيات الحكم وقتها خلاف الواقع.
- نسب لفهمى التقصير في اكتشاف تنظيم الإخوان المسلمين الذي أعلن ناصر اكتشافه في يوليو 1965 أثناء زيارة جمال عبد الناصر إلى الإتحاد السوفييتي.[5]